# Monarkerna Speedway
Monarkerna Sztokholm – żużlowy klub ze Sztokholmu. Zespół Monarkerny dwukrotnie  zdobywał tytuł mistrza Szwecji.

## Osiągnięcia
- Mistrzostwa Szwecji:
  - złoto: 2 - 1955, 1956.
  - srebro: 3 - 1954, 1958, 1960.
  - brąz: 5 - 1949, 1950, 1957, 1959, 1962.

## Dawni znani żużlowcy
- Eskil Carlsson
- Bernt Nilsson
- Olle Nygren
- Ulf Ericsson
- Göran Norlén
- Leif Larsson